# Heart of Lothian
Heart of Lothian è un singolo del gruppo musicale britannico Marillion, il terzo estratto dal terzo album in studio Misplaced Childhood e pubblicato nel novembre 1985.

## Tracce
Testi e musiche dei Marillion.
7" (Australia, Canada, Europa, Nuova Zelanda, Sudafrica)
- Lato A

1. Heart of Lothian – 3:40

- Lato B

1. Chelsea Monday (Live Version) – 7:23

12" (Australia, Europa, Nuova Zelanda)
- Lato A

1. Heart of Lothian (Full Version) – 5:43

- Lato B

1. Chelsea Monday (Live Version) – 7:23
2. Heart of Lothian – 3:40

## Formazione
Gruppo
- Fish – voce
- Steve Rothery – chitarre
- Pete Trewavas – basso
- Mark Kelly – tastiere
- Ian Mosley – percussioni

Produzione
- Chris Kimsey – produzione, missaggio
- Thomas Steimler – registrazione
- Mark Freegard – assistenza al missaggio

## Classifiche
| Classifica (1985) | Posizione massima |
| ----------------- | ----------------- |
| Germania          | 51                |
| Regno Unito       | 29                |